# Léon Marc Herminie Fairmaire
Léon Marc Herminie Fairmaire (Parijs, 29 juni 1820 - aldaar, 1 april 1906) was een Frans entomoloog. 
Hij was een specialist in Coleoptera (kevers) en had een immense verzameling samengesteld, vergelijkbaar met die van Pierre François Marie Auguste Dejean (1780-1845). De verzameling is bewaard gebleven in het Muséum national d'histoire naturelle. Hij was tevens werkzaam op het gebied van de Hemiptera (halfvleugeligen).

## Taxa
Er zijn een groot aantal kevers naar hem vernoemd, er is een fairmairei in de geslachten: 
Amara, Agrianome, Exosoma, Abiphis, Tropidion, Eucamptognathus, Paussus, Mordellistena, Pentispa, Herophila, Deroplia, Compsibidion, Deronectes, Theopea, Tapinopterus, Acalymma, Chariesthes, Pseudoderomecus, Galerucella, Erectocolliuris, Agrypnus, Apotomus, Prasocuris, Melanotus, Ropicapomecyna, Pseudomusius, Hydroporus, Xanthopenthes, Orthogonius, Mordella, Scarites, Chlaenius, Paranonyma, Nethinius, Dineutus, Neocolpodes, Physodeutera, Cyrtonus, Trachyliopus, Gaurotes, Orectochilus, Phyllocnema, Lacon, Rhyzodiastes, Aglymbus, Phlyctenosis, Boppeus, Agriotes, Mecyclothorax en Trechus.
Zelf beschreef hij enkele honderden soorten en genera voor het eerst, voornamelijk kevers uit de 
groepen van de boktorren (Cerambycidae), oliekevers (Meloidae), bladhaantjes (Chrysomelidae), spartelkevers (Mordellidae)
en de loopkevers (Carabidae).

## Werken
Fairmaire schreef 450 wetenschappelijke artikelen en andere publicaties betreffende de Coleoptera.

Een selectie:
- Genera des coléoptères d'Europe. Paris 1857–1868.
- Histoire naturelle de la France. par L. Fairmaire. Paris 1884.
- Liste des Coléoptères recueillis en Tunisie en 1883 par A[ristide] Letourneux. Paris 1885.
- Hémiptères. Paris 1885.

- Bibliothèque nationale de France: cb15531283n (data)
- Catàleg d'autoritats de noms i títols de Catalunya: 981058509777806706
- Gemeinsame Normdatei: 117498157
- International Standard Name Identifier: 0000 0001 2120 5783
- Library of Congress Control Number: n87137659
- Nederlandse Thesaurus van Auteursnamen: 156351803
- Système universitaire de documentation: 112834051
- Virtual International Authority File: 10624977
- WorldCat: E39PBJktt3xC3KKVFpHtFhVV4q